# Real Live Roadrunning
Real Live Roadrunning is een live-album van Mark Knopfler en Emmylou Harris. Er zijn twee versies op de markt gebracht: dvd met cd in Europa; en een cd met dvd in Amerika. De opnamen zijn gemaakt in het Gibson Amphitheatre in Los Angeles tijdens de gezamenlijke tournee van Knopfler en Harris door Europa en Noord-Amerika, waarbij ze ook in Nederland (Ahoy) speelden.

## Dvd/cd-versie
De dvd bestaat uit 17 tracks met onder andere DTS-geluid en is vastgelegd in high-definition-beeldkwaliteit. Er staat materiaal op van hun duetalbum All The Roadrunning, Dire Straits en solowerk van beide artiesten. Het bonusmateriaal op de dvd betreft de pre-show en interviews. Op de begeleidende cd missen een aantal tracks door ruimtegebrek, maar is All That Matters als bonustrack toegevoegd.

## Nummers
1. Right Now
2. Red Staggerwing
3. Red Dirt Girl
4. I Dug Up a Diamond
5. Born to Run
6. Done with Bonaparte
7. Romeo and Juliet
8. Song for Sonny Liston
9. Belle Starr
10. This Is Us
11. All the Road Running
12. Boulder to Birmingham
13. Speedway at Nazareth
14. So Far Away
15. Our Shangri-La
16. If This Is Goodbye
17. Why Worry

## Artiesten
- Mark Knopfler: guitar & vocals
- Emmylou Harris: guitar & vocals
- Guy Fletcher: keyboards
- Richard Bennett (gitarist): additional guitars
- Danny Cummings: drums
- Stuart Duncan: fiddle & mandolin
- Matt Rollings: keyboards
- Glenn Worf: bass

## Trivia
De Amerikaanse versie is verpakt als cd met bonus dvd, de Europese als dvd met bonus-cd.